# Jan Podivínský
Jan Podivínský (18. května 1850 Smržice – 3. března 1924 Prostějov) byl rakouský politik české národnosti z Moravy; poslanec Moravského zemského sněmu.

## Biografie
Jeho otcem byl zemský poslanec a starosta Smržic Tomáš Podivínský (1824–1898), matkou Josefa rozená Meixnerová. Jan působil jako nájemce velkostatku v Kostelci na Hané. Patřil mezi významné osobnosti veřejného života na Prostějovsku.
V 90. letech se zapojil i do vysoké politiky, v níž nahradil svého otce. V zemských volbách roku 1890 byl zvolen na Moravský zemský sněm, kde zastupoval kurii venkovských obcí, obvod Prostějov, Plumlov. V roce 1890 je uváděn jako staročeský kandidát.
Zemřel v březnu 1924 ve věku 73 let. Příčinou úmrtí byl výron krve do mozku. Zemřel náhle. Uváděl se jako vdovec a statkář v Prostějově.
Jeho dcera Pravoslava (Justina, *1878) byla matkou vědce Otto Wichterleho a sochařky Hany Wichterlové. 